# Kongoanski swahili (jezik)
Kongoanski swahili jezik (ISO 639-3: swc), nigersko-kongoanski jezik uže bantu skupine, kojim govori oko 1 000 ljudi kao prvim jezikom i 9 100 000 kao drugim jezikom (1991 UBS) na području DR kongoanskih provincija Katanga, Nord-Kivu, Sud-Kivu, Maniema i jugoistoku provincije Orientale.
Ima nekoliko dijalekata: ituri kingwana, lualaba kingwana, katanga swahili i kivu swahili. Neki lokalni dijalekti su arabizirani. Član je makrojezika Swahili [swa]; uči se u školama i ima status nacionalnog jezika. Pismo: latinica

## Vanjske poveznice
- Ethnologue (14th)
- Ethnologue (15th)